# Sidónio Muralha
Sidónio Muralha (* 28. Juli 1920 in Lissabon, Portugal; † 9. Dezember 1982 in Curitiba, Brasilien) war ein portugiesischer Lyriker, Kinderbuchautor und Antifaschist. Er war ein bedeutender Vertreter des literarischen Neorealismus innerhalb der portugiesischen Literatur.

## Leben
Sidónio Muralha wurde als Sohn eines Journalisten in Lissabon geboren. Er machte eine kaufmännische Ausbildung und arbeitete dann anschließend als kaufmännischer Angestellter. 1944 wanderte er nach Belgisch-Kongo aus, da er mit dem faschistischen System, das er als Antifaschist bekämpfte, nicht einverstanden war. Er lebte daraufhin bis 1960 in Portugiesisch-Afrika, zunächst in Guinea-Bissau, dann in Angola und zuletzt in Mosambik. 1960 zog er nach Brasilien, wo er bis zu seinem Tode lebte. Portugal besuchte er erstmals wieder nach der unblutigen Nelkenrevolution von 1974.
In Brasilien lebte er zunächst in São Paulo, zog aber später nach Curitiba. Er ist einer der beiden portugiesischsprachigen Autoren, die Gedichte für Kinder geschrieben haben.
In seinem Werk gehören der Kampf gegen den Faschismus und Menschenrechte zu den wichtigsten Themen. In der Kinderliteratur versuchte er, den Kindern Respekt gegenüber Tieren beizubringen und ihnen die philosophische Frage nach der Hoffnung im Leben näherzubringen.
Muralha war mit der Ärztin Helen Anne Butler Muralha, einer Brasilianerin britischer Abstammung, verheiratet. Er starb in seinem Exilland Brasilien am 9. Dezember 1982.

## Werke (Auswahl)
- Beco, 1941, Lyrik.
- Passagem de Nível, 1942, Lyrik.
- Os olhos das crianças, 1963, Kinderlyrik. (Die Augen der Kinder).
- Esse Congo que foi Belga, Erzählungen, 1969.
- Pátria Minha, (Sonette), 1980, Lyrik.